# 木下ほうか
木下 ほうか（きのした ほうか、1964年（昭和39年）1月24日 - ）は、日本の俳優、元タレント、元映画監督。本名は木下 鳳華（読み同じ）。かつては吉本新喜劇座員を経て、マツ・カンパニーやキャストパワー、カクタスに在籍していた。独身。

## 来歴
大阪府大東市出身。大阪芸術大学芸術学部舞台芸術学科卒業。
父は一級建築士。高校時代は剃り込みを入れたいわゆるヤンキーファッションであったが、不良であったというよりは当時の流行のファッションに倣っていただけだという。
1980年（昭和55年）、16歳のときに井筒和幸監督の映画『ガキ帝国』のオーディションの新聞広告を見て応募し、合格。同作品で俳優デビューする。その後大阪芸術大学を卒業、吉本興業大阪本社に入社し、吉本新喜劇の団員となった。しかし新喜劇では目立つ存在になれず、1980年代の新喜劇低迷期と重なったこともあって3年で退団した。この時期の座員（浅香あき恵・未知やすえ等）とは現在も交流があり、来阪時の飲み仲間となっている。吉本新喜劇出演当時、先輩役者から「目立つな」と言われ、池乃めだかから「客が笑い、うけ続ければやがて怒られなくなり、上に上がれる」と励まされていた。
1989年（昭和64/平成元年）、吉本の先輩である島田紳助から「ほうか、役者をやりたいんやったら、やっぱ東京行かなあかんやろ?」との助言を受け、井筒を頼って上京した。東京での下積み時代には島田に頻繁に手料理を振る舞ってもらっていたという。
当初はVシネマを中心に活動していたが、業界関係者やプロデューサーなどの飲み会に積極的に参加し、名刺を配るなどして人脈を広げた。また、男ウケしそうな後輩の女優を同伴することで関係者の信頼を徐々に獲得していった。2014年放送のドラマ『昼顔〜平日午後3時の恋人たち〜』は、配布した名刺がきっかけで出演することとなったという。そして同年放送開始の『痛快TV スカッとジャパン』で演じた「イヤミ課長」がブレイク。決めゼリフの「はい論破!」は2015年の新語・流行語大賞の候補50語にノミネートされた。
後述の不祥事を受け、2022年3月28日に当時所属していたカクタスからマネジメント契約を解消され、芸能活動の無期限休止を発表していた。同年12月24日、自身のYouTubeチャンネルに自身が出演するショートドラマ動画を投稿し、芸能活動を再開した。ショートドラマ動画の投稿終了後は特にSNSの更新をしておらず、他作品への新規の出演情報もない状態が続いているが、過去に木下が出演していたテレビドラマは出演シーンのカット等もされずに再放送されるようになっている。

### 人物
趣味は献血とバイク（愛車はホンダ CBX1000をフルレストア＋ワンオフチタンフルエキマフラーやスズキGT550とダックスホンダ8）、特技はキックボクシング、空手（正道会館空手初段）。ロレックスのコレクターとしても知られる。
本人曰く、「来る役が『悪党』『いじわる』『いけず』」な役ばかりらしく、本当はビールや家族と仲良くドライブする車のCMがやりたいと思っている。ビールのCMが来た時のために飲む練習をしたが、マイペースな性格が故に動きがゆっくり過ぎて美味しそうには見えたが「尺に収まらない」と言われてしまった。
『痛快TV スカッとジャパン』のイヤミ課長に代表される個性的な役柄（ネチネチと部下をイビる・温厚そうに見せて突如豹変する・粘着質な役・オネエなど）を担当している一方、バラエティー番組に出演するとゆったりとした柔らかい大阪弁で話す。育ちが良く、喧嘩とも無縁に育ったため、あまりにも口調が柔らかく、悠然とした態度なため「ベテランのおかまバーのママ」と言われたことがあるが、一方で会見で冗談を飛ばして共演者をドギマギさせることもある。『誘拐ラプソディー』の暴力団幹部（自分の組も持つナンバー3だが上には全く頭があがらず、卑屈さ、冷静さ、凶暴さを併せ持つ）のように少ない出番で多面性を表現できるような役柄のバイプレイヤーとして真骨頂を発揮する。

## 不祥事・事件

### 性行為強要・強姦疑惑
2022年3月31日号の『週刊文春』にて、木下の「性加害」を2人の女優が告発した。1人目は演技指導の名目で木下の家に呼ばれ最初は台本読みしていたが最終的には性行為を求められ、応じざるを得なかったと語った。2人目は木下から無理やりキスされそうになり、それを拒んだら後日「期待してこれから育ててあげようとしたのに残念。これぐらいの根性なのですね」とメールが届き、最終的には木下の自宅で性行為に至ったという。また木下は20代の女優ばかりを狙っては性行為を迫ったり「ほうか牧場」と称して女性を飼っていると吹聴していた。
性加害疑惑報道後、2019年に木下を初代アンバサダーに任命した公共財団法人 日本骨髄バンクが木下のインタビューページ等を削除した。同法人の広報担当者はマスメディアに対し、所属事務所に事実関係の確認を試みたものの、連絡が取れなかったために公開を中止したとコメントした。
2022年3月28日、『週刊文春』報道に対し、Twitterで謝罪文を掲載した。謝罪文には、謝罪が遅れたことに関して事務所と協議していたため遅れたと理由を説明。報道内容については、一部事実と異なる点があること、10年程度前のことで記憶にないこともあるが、概ね間違っていないと認めた。週刊誌からの質問については、断られた女性に対して関係を持ったことや、薬物を使っての関係を持った記憶はないと回答。
性加害疑惑報道で、4月5日からスタートするNHK総合の連続ドラマ『正直不動産』を降板することになり、NHK側は、収録済の場面について、編集でカット作業に追われることとなったほか、所属事務所からマネジメント契約を解消され、無期限活動休止を発表した。一方、WOWOWで放送予定のドラマ2作品については「現段階で出演予定に変更はありません」と予定通り放送する方針を示した。
2022年3月29日、新たな性加害疑惑が掲載。元文春記者でジャーナリストの中村竜太郎が芸能プロ社長へ取材したところによると、約4年前に自社の若手女優が木下に誘われて性被害にあったと話した。被害女優は、強いお酒をたくさん飲まされ泥酔させられ狙われたという。社長が心配し訴え出ようと助言したが、被害女優は今後枕営業などと噂される可能性が高く、女優を続けたい意思があったので泣き寝入りを選択したという。
2022年4月7日号の『週刊文春』では、性加害疑惑の第2弾が掲載された。新たに3人の女優が被害を告発。3人のうち1人の女優は、2010年5月に木下が臨時講師を務めていたワークショップに参加して出会い交流をもった。あるとき2人で居酒屋で飲んだ帰りに、木下の自宅に連れ込まれ無理やり関係を迫られたという。怖くなりトイレに駆け込んで泣いていたが、木下の自宅なので逃げ道がなく最終的には無理やりさせられたと、言葉を詰まらせながら話した。
2022年4月11日の「週刊女性PRIME」では、芸能活動をしていた女性が7年前に木下から性加害にあったと告発。強姦されたことについて誠意ある対応を期待したが程遠かったため、強姦されたことを知人に相談すると告げると態度を一変させ「今回は、本当にごめんなさい」等の謝罪があったという。被害女性側は不信感があったので、弁護士に相談し木下が所属していた事務所宛で損害賠償を請求したところ木下の代理人から、合意の上であることを理由として損害賠償請求応じられないと返答の通知書が届いた。その後、被害女性は弁護士と共に告訴状を作成し強姦罪での刑事告訴に踏み切ったが、証拠不十分であるとして告訴状は受理されず捜査してもらえず告訴状は取り下げていないものの泣き寝入り状態だという。現在、被害女性は心的外傷後ストレス障害で苦しんでいる。

#### 週刊女性の記事のみ民事提訴
2022年4月22日の「週刊女性PRIME」で報じられた木下の性加害について、木下は発行元の主婦と生活社の担当記者を東京地裁に民事提訴したと発表した。木下は「記事上の女性を強姦した事実はございませんので、今後は法廷の場において明らかにさせていただきたく存じます」とコメントし『週刊女性』の性加害記事について争う姿勢を示したが、2023年6月1日付で訴えを取り下げた。最初に性加害報道がでた『週刊文春』などは訴えていない。

## 出演

### テレビドラマ
- DRAMADAS（1990年 - 1991年、関西テレビ）
  - 学問ノススメ
  - カプセルマン
  - 私がお見合いした野郎ども
  - バンドマンの生活と意見
  - ランボ一家の戦争 THE WAR OF THE RAMBOES
  - 家々ドンドン
- DRAMADOS（1991年、関西テレビ）
  - 転写美人
  - ぬるぬる燗燗
  - 悶々シネマクラブ
- 水曜グランドロマン 別れの余韻（1990年、日本テレビ）
- 月曜ドラマスペシャル 仮出所（1991年、TBS）
- 金曜ドラマシアター（フジテレビ）
  - 松本清張作家活動40年記念・波の塔（1991年）
- ワリと普通の家族（ANB、1992）
- 世にも奇妙な物語『すてきな休日』（1992年、フジテレビ）
- 緋牡丹マンション（1992年、フジテレビ）
- 秋の特選サスペンス（1992年、関西テレビ）
  - 湖畔亭
  - 交通警察の夜
- 愛を知らない女たち（1992年、よみうりテレビ）
- 火曜サスペンス劇場（日本テレビ）
  - ウエディングベルをもう一度（1993年）
  - 九門法律相談所7・自白（1997年） - 市川刑事
  - 九門法律相談所8・二人の女（1998年） - 長谷川刑事
  - 警視庁鑑識班13（2002年）- 警視庁科学捜査研究所第一化学・小田切  - 音声（声）は別の声優の声
- 花王ファミリースペシャル「伊藤みどり物語」（1993年、関西テレビ）
- 突然炎のごとく（1994年、WOWOW）
- 企業病棟（1994年、NHK）
- 最高の恋人（1995年、テレビ朝日）
- Dear ウーマン 3話（1995年、TBS）
- 3番テーブルの客（1996年、フジテレビ）
- いのちの事件簿 ケースワーカー奮闘記（1997年、NHK）
- うしろの百太郎（1997年、テレビ東京）
- 金曜エンタテイメント（フジテレビ）
  - 女弁護士水島由里子の危険な事件ファイル（1997年 - 1999年）
  - ニュースキャスター沢木麻沙子 京都・出雲殺人事件（1998年）
  - 果つる底なき（2000年）
  - 女マネージャー金子かおる 哀しみの事件簿1（2002年） - 安岡
  - 京都祇園入り婿刑事事件簿9（2002年） - 藤田
- 学校の怪談G「食鬼」（1998年、フジテレビ）
- Tears 「第2話 100mを君に」（1998年、テレビ朝日）
- 天使のお仕事 9話・10話（1999年、フジテレビ）
- 賭事女王（12 - 13話）（1999年、フジテレビ） - 青竜
- 貯まる女（2000年、テレビ東京）
- つぐみへ…〜小さな命を忘れない〜（2000年、日本テレビ）
- 最後のストライク（2000年、フジテレビ）
- 剣客商売 第3シリーズ 第2話「鬼熊酒屋」（2001年、フジテレビ / 松竹） - 文吉
- 御家人斬九郎 第5シリーズ 第8話「乱調麻佐女」（2002年、フジテレビ / 映像京都） - 丑松
- 難波金融伝ミナミの帝王18「騙しの方程式」（2001年、よみうりテレビ） - 水野嘉男
- 陰陽師☆安倍晴明〜王都妖奇譚〜（2002年、フジテレビ）
- 超星神グランセイザー（2003年） - ヘンリー若杉
- ケータイ刑事 銭形泪（2003年、BS-i）
- 忠臣蔵〜決断の時（2003年、テレビ東京） - 大野定九郎
- 大奥 (フジテレビの時代劇)
  - （2003年） - 桐野利秋
  - （2005年） - 小谷権太郎
  - （2019年） - 徳川家宣
- 連続テレビ小説（NHK）
  - てるてる家族（2003年） - 岡
  - ゲゲゲの女房（2010年5月） - 春田（編集者）
  - なつぞら（2019年） - 露木重彦 [24]
- あなたの隣に誰かいる（2003年、フジテレビ） - 三好卓朗
- 陰陽少女（2004年、KBS京都） - 鳥丸ダイゼン
- スカイハイ2 第1話（2004年、テレビ朝日） - 柳原正治
- 牙狼-GAROシリーズ
  - 牙狼-GARO- 第10話（2005年、テレビ東京）
  - 牙狼-GARO- 〜MAKAISENKI〜（2011年10月6日、テレビ東京） - 魔戒法師ラテス
- 盤嶽の一生 第9話「げんこつ親分」（2005年5月9日、時代劇専門チャンネル）- 権太
- 二つの嘘 同窓会殺人事件（2005年8月17日） - 大城刑事
- 文學の唄 恋する日曜日「女難」（2005年、BS-i） - 伊三岡修蔵
- 復讐のダイヤモンド（2006年、テレビ朝日） - 田中幸一郎
- 特命係長 只野仁'06スペシャル（2006年、テレビ朝日）
- ケータイ刑事 銭形雷1stシリーズ 第9・10話（2006年、BS-i）
- 仕掛人・藤枝梅安（2006年） ‐ 金蔵
- 相棒 Season 5 第12話（2007年、テレビ朝日） ‐ 神崎哲哉
- 悪魔が来りて笛を吹く（2007年、フジテレビ）
- 白虎隊（2007年、テレビ朝日）
- 金曜プレステージ（フジテレビ）
  - 壊れた脳 生存する知（2007年）
  - ハマの静香は事件がお好きepisode6（2009年8月21日）
  - 所轄刑事7（2012年7月27日） - 大友政行
- MAGISTER NEGI MAGI 魔法先生ネギま!（2008年、テレビ東京）
- 仮面ライダーキバ（2008年、テレビ朝日） - 喫茶店マスター・木戸明
- 月曜ゴールデン（TBS）
  - 松本清張スペシャルドラマ・塗られた本（2007年12月17日） - 山田慎司
  - 追跡〜失踪人捜査官・石森新次郎（2008年1月28日）
  - 離婚妻探偵2（2009年6月15日） - 坂本賢治
  - 沈黙の法廷・赤と黒（2010年8月30日） - 田口（元刑事）
  - 税務調査官・窓際太郎の事件簿22（2011年6月27日） - 成瀬則之
  - 赤かぶ検事奮戦記3（2011年11月14日） - 広滝三郎
  - 緑川警部 VS 33分の勇気（2012年12月17日） - 及川一
  - 浅見光彦シリーズ32（2013年2月25日） - 森本刑事
  - 山岳刑事2（2013年10月28日） - 須崎健司
- ヒットメーカー 阿久悠物語（2008年、日本テレビ） - 中村雄太
- チーム・バチスタの栄光（2008年10月-12月、フジテレビ） - 喫茶店マスター岸川保
- Room Of King（2008年、フジテレビ） - 映画配給会社の男
- 女子大生会計士の事件簿 第10話「つりざお屋はなぜ潰れないのか?」（2008年12月10日、BS-i） - 奥平昭彦
- 寧々〜おんな太閤記（2009年1月2日、テレビ東京） - 足利義昭
- 浪花の華〜緒方洪庵事件帳〜（2009年1月、NHK） - 加島屋
- ハンチョウ〜神南署安積班〜（2009年6月、TBS） - 第11話ゲスト・平井和茂
- 婚カツ!（2009年6月、フジテレビ） - 第10話ゲスト・岸田明
- 行列48時間（2009年10月、NHK） - 黒コートの男
- 傍聴マニア09（2009年12月、読売テレビ） - 第9話ゲスト・鶴見
- ドラマスペシャル「ジロチョー 清水の次郎長維新伝」（2010年1月13日、テレビ東京）
- 853〜刑事・加茂伸之介 第2話（2010年1月21日、テレビ朝日） - 黒岩哲也
- 土曜ドラマ・チェイス〜国税査察官〜（2010年4月 - 5月、NHK） - 田処
- タンブリング 第2話（2010年4月24日、TBS） - 権藤
- 土曜ワイド劇場（テレビ朝日）
  - 運命の銃口（1992年11月21日） - ホテル従業員
  - 京都殺人案内（2001年 - 2010年） - 京都府警捜査一課・草森慎太郎刑事
  - タクシードライバーの推理日誌（2002年7月6日）- 岡部清志
  - お祭り弁護士・澤田吾朗（2002年8月31日） - 鈴木勝也
  - 温泉 (秘) 大作戦1（2004年2月21日） - 丸山俊夫
  - 新・警視庁女性捜査班（2006年6月10日） - 大船弘介
  - 東京駅お忘れ物預り所（2007年5月5日） - 滝本修
  - 終着駅の牛尾刑事VS事件記者冴子8・森村誠一の致死海流（2008年12月20日） - 妻田軍次
  - 広域警察1（2010年5月8日） - 漆原照久
  - 遺品の声を聴く男2（2010年9月18日） - 田嶋正巳
  - 棘の街（2011年6月18日） - 挙動不審者
  - 100の資格を持つ女〜ふたりのバツイチ殺人捜査〜5（2011年10月15日） - 矢島博正
  - 法医学教室の事件ファイル34（2012年2月11日） - 中沢
  - 犯罪心理学教授・兼坂守の捜査ファイル（2014年2月15日） - 阿南宏哉
  - 温泉 (秘) 大作戦14（2014年8月16日） - 高岩竜一
  - 棟居刑事の黒い祭（2015年3月14日） - 高倉哲二
- 必殺仕事人2010（2010年7月10日、朝日放送・テレビ朝日） - 椿弥一郎
- 水曜シアター9
  - 雪冤（2010年9月29日、テレビ東京） - 神谷実
- 遺留捜査 第6話（2011年5月18日、テレビ朝日） - 望月洋二
- 松本清張ドラマスペシャル 砂の器 第二夜（2011年9月11日、テレビ朝日） - 浪速東区役所・田中係長
- 土曜ドラマスペシャル（NHK）
  - 神様の女房 第3話（2011年10月15日） - 後藤重三郎
  - メイドインジャパン 第1話（2013年1月26日） - デスク
- ドラマスペシャル 愛・命 〜新宿歌舞伎町駆け込み寺〜（2011年12月17日、テレビ朝日）
- 開拓者たち（2012年1月1日 - 1月22日、NHK BSプレミアム） - 坂本重蔵
- 悪夢のドライブ（2012年4月28日 - 6月30日、BS朝日） - 磯崎
- 陽だまりの樹（2012年5月4日、NHK BSプレミアム） - 堀田正睦
- ハンチョウ〜警視庁安積班〜 第6話（2012年5月14日、TBS） - 菊島治郎
- ドラマスペシャル 灰色の虹（2012年5月19日、テレビ朝日） - 佐賀徹
- NHKスペシャル「未解決事件 file.02 オウム真理教」（2012年5月26・27日、NHK） - 早川紀代秀
- 水曜ミステリー9
  - 刑事吉永誠一 涙の事件簿9（2012年6月20日、テレビ東京） - 篠山浩二
  - ガンリキ 警部補・鬼島弥一3（2013年7月10日、テレビ東京） - 長野治
  - 検事・沢木正夫 第三の容疑者（2013年9月25日、テレビ東京） - 神島啓二
  - 嫌われ監察官 音無一六〜警察内部調査の鬼〜1（2013年12月18日、テレビ東京） - 松葉勝
  - 小杉健治サスペンス・保身（2015年7月1日、テレビ東京） - 蓮見大吾
- 東野圭吾ミステリーズ 第7話「白い凶器」（2012年8月23日、フジテレビ） - 佐野行男
- 鴨、京都へ行く。-老舗旅館の女将日記- 第4話（2013年4月30日、フジテレビ） - 織田睦夫
- 鬼平犯科帳スペシャル 見張りの糸（2013年5月31日、フジテレビ） - 狢の豊蔵
- ガリレオXX 内海薫最後の事件 愚弄ぶ（2013年6月22日、フジテレビ）
- 警視庁捜査一課9係 season8 第6話（2013年8月14日、テレビ朝日） - 後藤良二
- 科捜研の女 第13シリーズ 第1・2話（2013年10月17日・24日、テレビ朝日） - 川寺治彦
- 鼠、江戸を疾る 第3話（2014年1月23日、NHK） - 佐平
- ドラマW 埋もれる（2014年3月16日、WOWOW） - 石塚昌孝
- 神谷玄次郎捕物控 第3話（2014年4月18日、NHK BSプレミアム） - 弥吉
- 極悪がんぼ 第2話（2014年4月21日、フジテレビ） - 東山
- 連続ドラマW（WOWOW）
  - モザイクジャパン（2014年5月 - 6月） - ジョナサン・ウォン
  - 煙霞 〜Gold Rush〜（2015年7月 - 8月） - 箕輪
  - アキラとあきら（2017年7月 - 9月） - 階堂晋
  - 鉄の骨（2020年4月18日 - 5月16日） - 松田篤
  - 密告はうたう 警視庁監察ファイル（2021年8月22日 - 9月26日） - 中西祐三
- 昼顔〜平日午後3時の恋人たち〜（2014年7月 - 9月、フジテレビ） - 滝川徹
- 黒服物語（2014年10月 - 12月、テレビ朝日） - 黒澤
- 信長協奏曲 第10話（2014年12月15日、フジテレビ） - 小泉景邦
- 流星ワゴン（2015年1月 - 3月、TBS） - 藤木
- 破門 (疫病神シリーズ) 第5話 - 第8話（2015年2月 - 3月、BSスカパー!） - 小清水隆夫
- 戦う!書店ガール（2015年4月 - 6月、関西テレビ） - 野島孝則
- 一路（2015年7月 - 9月、NHK BSプレミアム） - 伊東喜惣次
- リスクの神様 最終話（2015年9月16日、フジテレビ） - フォー
- 下町ロケット（2015年10月 - 12月、TBS） - 水原重治 
  - 下町ロケット（2018年10月14日 - 12月23日・2019年1月2日）
- 金曜ロードSHOW!特別ドラマ企画「視覚探偵 日暮旅人」（2015年11月20日、日本テレビ） - 太田宏幸
- ふなっしー探偵（2016年1月7日、フジテレビ） - 馬場課長 [25]
- 武道館（2016年2月 - 3月、フジテレビ・BSスカパー!） - 野村洋一[26]
- 松本清張二夜連続ドラマスペシャル 第一夜「松本清張ドラマスペシャル・地方紙を買う女〜作家・杉本隆治の推理」（2016年3月12日、テレビ朝日） - 小島警部補
- 金曜プレミアム
  - 「松本清張スペシャル かげろう絵図」（2016年4月8日、フジテレビ） - 水野美濃守 [27]
  - 「船越英一郎殺人事件」（2018年8月24日） - 源田孝介
- ドクターカー（2016年4月 - 6月、読売テレビ） - 田所行雄
- ナイトヒーロー NAOTO（2016年4月 - 7月、テレビ東京） - 田之上裕三 [28]
- ラヴソング（2016年4月 - 6月、フジテレビ） - 滝川文雄
- 水族館ガール（2016年6月 - 9月、NHK） - 森下洋司
- せいせいするほど、愛してる 第3話（2016年7月26日、TBS） - 坂上学
- 侠飯〜おとこめし〜 第1話（2016年7月16日、テレビ東京） - 面接官
- カインとアベル（2016年10月 - 12月、フジテレビ） - 団衛
- リテイク 時をかける想い（2016年12月 - 1月、東海テレビ・フジテレビ系） ‐ 国東修三
- スリル!〜赤の章・黒の章〜（2017年2月 - 3月、NHK総合） ‐ 黒岩壮吉
- 先に生まれただけの僕 第1話 - 第2話（2017年10月14日 - 10月21日、日本テレビ） ‐ 及川祐二
- ハケンのキャバ嬢・彩華（2017年10月16日 - 12月18日、朝日放送[注 1]） - 城金貴輪 [29]
- 刑事ゆがみ 第5話（2017年11月9日 、フジテレビ） - 久松刑事
- 黒薔薇  刑事課強行犯係 神木恭子（2017年12月16日、テレビ朝日） ‐ 木下宏
- 三匹のおっさんスペシャル（2018年1月2日、テレビ東京） - 黒木嘉津司
- モブサイコ100（2018年1月19日 - 4月6日、テレビ東京） - マスター
- ミッドナイト・ジャーナル 消えた誘拐犯を追え！七年目の真実（2018年3月30日、テレビ東京） - 外山義柾
- くノ一忍法帖 蛍火（2018年4月3日 - 9月11日、BSジャパン） - 根来狐雲
- モンテ・クリスト伯 -華麗なる復讐- 第1話・第2話（2018年4月19日・4月26日、フジテレビ） - 守尾英一朗
- 日曜プライム
  - 復讐捜査〜警察犬と刑事の殺人追跡行〜（2018年5月6日、テレビ朝日） - 大久保稔
  - 検事・悪玉（2018年6月10日、朝日放送テレビ） - 志神恭司
- 幸色のワンルーム（2018年7月8日 - 9月23日、朝日放送テレビ） - 竹下竜
- チア☆ダン（2018年7月13日 - 9月14日、TBS） - 桜沢伸介
- よつば銀行 原島浩美がモノ申す!〜この女に賭けろ〜（2019年1月21日 - 3月11日、テレビ東京） ‐ 草柳康雄
- サイン-法医学者 柚木貴志の事件-（2019年7月11日 - 9月12日、テレビ朝日） - 佐々岡充
- Iターン 第1話（2019年7月13日、テレビ東京） - 酔っぱらいのおじさん
- 警視庁ゼロ係〜生活安全課なんでも相談室〜 SEASON4 第1話（2019年7月19日、テレビ東京） - 財前和夫
- やすらぎの刻〜道 第19週（2019年8月、テレビ朝日） - 豊臣家康
- シャーロック 第1話（2019年10月7日） ‐ 石井太
- ミリオンジョー 第2話（2019年10月17日、テレビ東京） - タクシー運転手
- ミス・ジコチョー〜天才・天ノ教授の調査ファイル〜（2019年） - 十川勲
- アライブ がん専門医のカルテ（2020年1月9日 - 3月19日、フジテレビ） - 阿久津晃 [30]
- 異世界居酒屋「のぶ」 （WOWOWプライム） - ブランターノ 
  - Season1（2020年5月16日 - 7月17日）
  - Season2（2022年5月27日 - 7月29日）[31][18]
  - Season3（2023年1月13日 - 3月17日）
- 麒麟がくる 第15話（2020年4月26日、NHK大河ドラマ） - 織田信光
- 未満警察 ミッドナイトランナー 第6話 - 第7話（2020年8月1日 - 8月8日） - 国枝肇
- 七人の秘書 第4話（2020年11月12日、テレビ朝日） - 北島剛次 [32][33]
- 警視庁強行犯係・樋口顕 最終話（2021年2月19日、テレビ東京） - 長部雄大
- 六畳間のピアノマン 最終話（2021年2月27日、NHK総合） - マネージャー吉田
- 月曜プレミア8 駐在刑事SP2021（2021年5月24日、テレビ東京） - 荒木良次
- ムショぼけ（2021年10月3日 - 12月12日、朝日放送テレビ、テレビ神奈川） - 平松
- 今どきの若いモンは（2022年4月9日 - 5月28日、WOWOW） - 鬼戸誠一郎[34][18]

### 配信ドラマ
- ハケンのキャバ嬢・彩華（2017年10月9日 - 12月11日、AbemaTV[注 1]） - 城金貴輪
- ミス・シャーロック 第2話（2018年5月4日、Hulu） - 貴倉博次
- 全裸監督2（2021年6月24日 全話配信、Netflix）
- 暴力無双（2021年1月24日、Xstream46） - ソード[35]
- 死に体 Dead body（2022年12月24日 - 2023年1月3日、YouTube） - 川原玄二[7]

### 映画
- ガキ帝国（1981年）
- ガキ帝国 悪たれ戦争 （1981年）
- いつかギラギラする日（1992年）
- どチンピラ シリーズ（1993 - 1997年）
- ソナチネ（1993年） - 北島組組員
- ゴジラシリーズ
  - ゴジラvsスペースゴジラ（1994年） - 大野秀樹[1]
  - ゴジラ・モスラ・キングギドラ 大怪獣総攻撃（2001年） - 暴走族隊長[1]
- 大阪極道戦争 しのいだれ（1994年6月13日、大映） - 角竜二
- 岸和田少年愚連隊（1996年） - サダ
- マルタイの女（1997年） - エイジ
- 仁義シリーズ
  - 仁義11・北陸極道狩り（1997年）
  - 仁義22・狂った野獣（1999年12月24日、日本映像） - 元・富樫組の万丈
  - 仁義35・野望の代償（2001年、日本映像） - 香川組組長補佐・矢部
- あ、春（1998年） - サラリーマン
- 実録 梁山泊 パチプロ列伝　シリーズ（1999年） - インテリ三沢
- 借王〈シャッキング〉-THE MOVIE- 沖縄大作戦（1999年）- 小寺卓也
- 鉄道員（ぽっぽや）（1999年） - 炭坑夫
- 惚れたらあかん 代紋の掟（1999年）- 役座組若頭 ムショ
- 金融腐食列島 呪縛（1999年） - 永山
- ISOLA 多重人格少女（2000年）
- sWinG maN（2000年） - 主演・木田ほづみ[36]
- クラヤミノレクイエム（2000年） - 若頭
- 人間の屑（2011年） - 風俗街の男
- 殺し屋1（2001年） - DV男
- 陰陽師（2001年） - 桓武天皇
- 異形ノ恋（2002年）
- 竜二 Forever（2002年） - 石原
- コンセント（2002年）
- 害虫（2002年） - トラックの運転手
- パコダテ人（2002年） - 編集局長
- 刑務所の中（2002年） - 大内
- 17才 - オヤジ1
- ゲロッパ!（2003年） - 内閣情報調査室員・木下
- 壬生義士伝（2003年） - 写真屋
- 黄泉がえり（2003年） - 役場の職員
- 金粉蝶 羽ばたいてご開帳（2003年） - 金歯の刑事
- 歩くチカラ（2004年）
- パッチギ!（2005年）
- 北の零年（2005年）
- 希望の党☆（2005年）
- いらっしゃいませ、患者さま。
- ZOO 「カザリとヨーコ」（2005年）
- SHINOBI-HEART UNDER BLADE-（2005年） - 如月左衛門
- Grand Circle　（2006年、ネットシネマ.TV）
- 煙が目にしみる 〜重松清「愛妻日記」より〜（2006年）
- 燃ゆるとき THE EXCELLENT COMPANY（2006年）
- 青いうた〜のど自慢 青春編〜（2006年）
- 嫌われ松子の一生（2006年）
- 寝ずの番（2006年） - 橋枝
- 陽気なギャングが地球を回す（2006年）
- インプリント〜ぼっけえ、きょうてえ〜（2006年）
- DIVIDE（2006年）
- 大奥（2006年） - 船頭
- スケバン刑事 コードネーム=麻宮サキ（2006年）
- 愛の流刑地（2007年） - 裁判所廷吏
- The焼肉ムービー プルコギ（2007年）
- パッチギ! LOVE&PEACE（2007年）
- セレブが結婚したい13の悪魔（2007年） - 君越アキラ
- キトキト!（2007年）
- 逃亡くそたわけ（2007年）
- GROW -愚郎-（2007年）
- KAMACHOP カマチョップ（2008年） - 東
- 銀色のシーズン（2008年）
- 劇場版 仮面ライダーキバ 魔界城の王（2008年） - 喫茶店マスター・木戸明
- 次郎長三国志（2008年） - 大野の鶴吉
- しあわせのかおり（2008年）
- 旭山動物園物語 ペンギンが空をとぶ（2009年）
- スリーカウント（2009年）
- 誘拐ラプソディー（2010年） - 遠藤
- 板尾創路の脱獄王（2010年） - 飯塚刑務官
- ヒーローショー（2010年） - コンビニの店長
- ゼブラーマン -ゼブラシティの逆襲-（2010年） - 相原に襲いかかる男
- 毎日かあさん（2011年）
- 電人ザボーガー（2011年）
- 一枚のハガキ（2011年）
- 極道めし（2011年）
- 動物の狩り方（2011年）
- ヒロミくん!全国総番長への道（2011年4月15日）
- 寄性獣医・鈴音 GENESIS×EVOLUTION（2011年11月26日、2011年12月3日） - 本間
- 虚々実実（2012年）
- おかえり、はやぶさ（2012年）
- 月光ノ仮面（2012年）
- TSY タイムスリップ・ヤンキー（2012年）
- EDEN（2012年）
- 寒冷前線コンダクター（2012年） - 市山和夫
- あぁ...閣議（2012年）
- 僕の中のオトコの娘（2012年） - 静香ママ
- だいじょうぶ3組（2013年） - 中西文乃の父
- 天心（2013年）
- 非金属の夜 nonmetal night（2013年）
- 百年の時計（2013年） ‐ 前田課長
- ニート・オブ・ザ・デッド（2014年）
- イン・ザ・ヒーロー（2014年）
- いつかの、玄関たちと、（2014年） - 大塚毅
- グレイトフルデッド（2014年） - 塩見清直 　※プロデューサーとしても参加[37]
- D坂の殺人事件（2015年）
- ソロモンの偽証 前篇・事件 / 後篇・裁判（2015年） - 楠山教諭
- 木屋町DARUMA（2015年） - 金内
- 野良犬はダンスを踊る（2015年）
- 民暴（2016年[38]）[39] - 主演・鳴瀬聖人（大江市役所土木計画課計画係長）
- 貌斬り KAOKIRI〜戯曲「スタニスラフスキー探偵団」より〜（2016年） - 鬼迫哲
- 破門 ふたりのヤクビョーガミ（2017年） - 初見
- 22年目の告白 -私が殺人犯です-（2017年）
- HiGH＆LOW THE MOVIE2 / END OF SKY （2017年） - 藤森龍生
- HiGH＆LOW THE MOVIE3 / FINAL MISSION（2017年）
- DESTINY 鎌倉ものがたり（2017年） - 金満和夫
- 嘘八百（2018年） - 西田 
  - 嘘八百 京町ロワイヤル（2020年）
- さらば青春、されど青春。（2018年） - 銀行の採用担当
- 空飛ぶタイヤ（2018年） - 柏原博章
- かぞくいろ RAILWAYS わたしたちの出発（2018年） - 相羽雅樹
- メビウスの悪女　赤い部屋（2020年）
- 悲しき天使（2020年）
- 事故物件 恐い間取り（2020年） - 松尾雄二
- ファンファーレが鳴り響く（2020年）[40]
- 無頼（2020年） - 中野俊秋
- レディ・トゥ・レディ（2020年） - 木村克己
- 大コメ騒動（2021年） - 鳥井鈴太郎
- 裸の天使 赤い部屋（2021年） - 主演・松永昌吉
- 聖なる蝶 赤い部屋（2021年） - 松永昌吉
- 西成ゴローの四億円（2021年） - 百鬼万里生
- 総理の夫（2021年）- 徳田実
- 西成ゴローの四億円死闘篇 （2022年）[41]
- 僕の名前はルシアン（2023年） ユーロスペースで9月26日公開　- 真生教・教祖[42]

### Vシネマ
- けんか屋 伝説の裏ケンカ師!無敗伝説（1994年）
- キタの帝王 闇の法廷伝説（1996年） - 黒龍会組員
- 厄災仔寵（1997年、原作：みやすのんき）
  - 厄災仔寵 死神たちの罠（1997年4月）
  - 厄災仔寵2 悪霊たちの学園篇（1997年10月）
- 首領への道5・6（1999年） - 島田組組員 野口
- 修羅の蛮王（バンキング）（2001年）- 羽島周平
- 獅子の絆 浅草哀歌（2002年）
- 実録・なにわ女侠伝（2003年）
- 実録・ぼったくり 風営法全史（2003年） - 新豊興業
- 男の生活（2007年）
- 半グレvsやくざ1,2（2013年,2014年） - 横関組幹部 萩尾高弘
- 若頭暗殺史 修羅の男たち（2016年） - 山東連合会若頭 京島恒美
- 孤高の叫び（2018年）全2作 - 建設会社社長 ホリグチ ※友情出演
- GOKU・OH 極王4,5,6（2020年） - 大阪府警 捜査4課刑事 梅沢哲彦

### 舞台
- 薄桜鬼 新選組炎舞録（2010年10月1日 - 17日） - 雪村綱道
- 真田十勇士〜カッコ良くなきゃ死ぬだけさ〜（大阪：2012年9月21日-22日、サンケイホール／東京：9月29日-10月8日、全労済ホールスペース・ゼロ）
- 吉本百年物語（ダウンタウン編）
- SHINSEN5

### テレビアニメ
- ONE PIECE 〜アドベンチャー オブ ネブランディア〜（2015年12月19日、フジテレビ） - カンショウ[43]
- サザエさん（2016年7月24日、フジテレビ） - 馬場智明[44]

### ゲーム
- グランディアIII（2005年8月4日） - コーネル
- 龍が如く極2 （2017年12月7日） - 倉橋渉

### ラジオ
- ほうか道R (2021年2月-2022年3月、鳥越アズーリFM) メインパーソナリティー。[45][46]

### バラエティ
- 痛快TV スカッとジャパン（2014年10月20日 - 2022年3月21日、フジテレビ） - レギュラー。イヤミ課長シリーズ、馬場智明
- ものラボ（2016年1月4日 - 2016年11月23日、BSジャパン） - MC

### 情報番組・教養番組
- ぶらり途中下車の旅（日本テレビ） - レギュラー
- NHK短歌 題「本」 選者:東直子（NHK教育テレビ 2018年11月4日）ゲスト[47]

### CM
- 損保ジャパン
- スカパー
- モバゲー「大奥」
- パチンコ＆スロット「ラッキー」（石川県のみ放映）
- ACジャパン 2017年度支援キャンペーン 日本骨髄バンク「僕が卒業しても」
- Yostar「アズールレーン」
- 千寿製薬「マイティアピントケア」

### ミュージック・ビデオ
- GENERATIONS from EXILE TRIBE「DREAMERS」（2019年）[48]

## 監督作品
- 17才（2003年3月2日） - 脚本・出演[49]
- スパイ道 女スパイ編第3話『スパイDAY作戦 援交スパイ17号』（2005年10月6日、BS-i）

## 著書
- 僕が骨髄提供をした理由（）。言うほどたいしたことなかったで〜！（2018年11月26日、辰巳出版） ISBN 978-4-77-782216-4[50]